# SN 2007J
SN 2007J – supernowa typu Iax odkryta 15 stycznia 2007 roku w galaktyce UGC 1778. W momencie odkrycia miała maksymalną jasność 18,20m.